# Jan Lagoor
Jan Lagoor, Johan Lagoor of Rems (Gorinchem, 1620 – na 6 januari 1660), was een kunstenaar uit de Nederlandse Gouden Eeuw, bekend als schilder, tekenaar en etser.

## Biografie
Lagoor werd geboren in Gorinchem in 1620. In 1645 vertrok hij naar Haarlem om te trouwen met Francina Dwingeloo, dochter van de remonstrantse dominee Bernardus Dwingeloo uit Leiden. In Haarlem wordt hij lid van het Sint-Lucasgilde (in 1645 maakt hij deel uit van het bestuur). Later sluit hij zich aan bij de Oude Schutterij.
In de periode 31 december 1653 en 12 maart 1655 verhuisde hij naar Amsterdam. Daar werd zijn dochter Hesther op 18 juli 1658 gedoopt. Hesther stierf vijf dagen later. Francina overlijdt een paar maanden later en wordt op 2 december 1658 begraven. Na het overlijden van zijn vrouw wordt Lagoor koopman. Eind 1659 wordt hij failliet verklaart. Hij verlaat Amsterdam op 6 januari 1660, waarna er niets meer van hem is vernomen.
Het is onbekend waarom zijn bijnaam Rems is.

## Kunst
Lagoor werd vooral bekend vanwege zijn landschappen. Hij wordt gezien als een belangrijke vertegenwoordiger van de Haarlemse School.

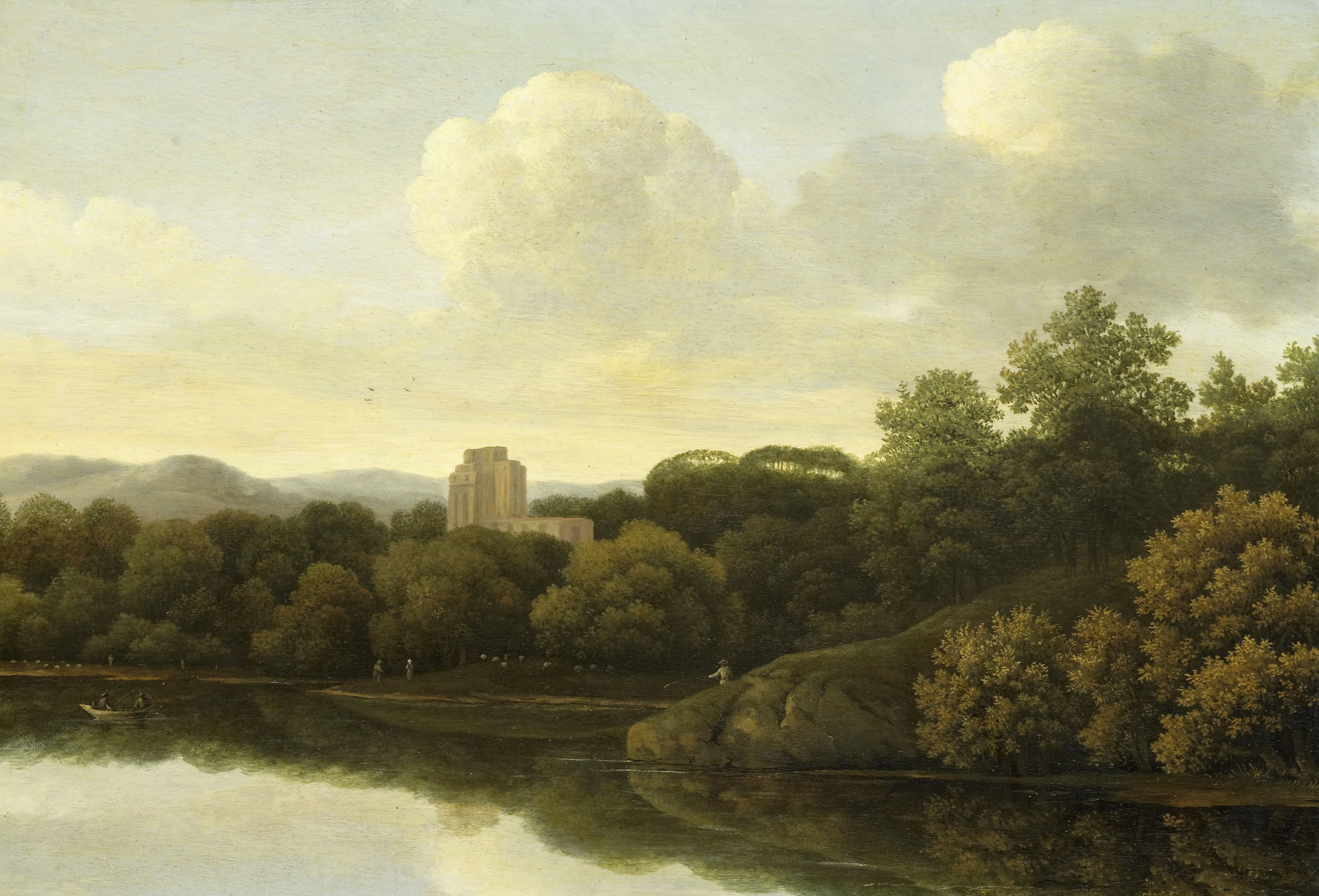
Boslandschap met rivier

- Biografisch Portaal: 35205061
- KulturNav: 52c13e23-22c2-498a-a1f3-a53cb65e549c
- RKD-Nederlands Instituut voor Kunstgeschiedenis: 47422
- Union List of Artist Names: 500029253
- Virtual International Authority File: 95862237